# Лиепайский музей истории и искусства
Лиепайский музей истории и искусства находится в городе Лиепая, Латвия, в построенном в 1901 году особняке по адресу Курмаяс Проспект 16/18, где внимание посетителей привлекает интерьер начала XX века из соснового дерева с каминами и витражами.
Основан 30 ноября 1924 года. В начале XX века собиранием музейных предметов в Лиепае занимались два общества: созданное немецкими гражданами в 1911 году Лиепайское общество древности и лиепайское Латышское общество, которые в 1912 получили официальное разрешение начинать собирать предметы для будущего музея. На основе объединённых фондов этих обществ Курземским музейным обществом, основанным в 1922 году, был создан лиепайский музей. В собрании — 130 000 единиц хранения.
Здание построено по эскизам берлинского архитектора Эрнеста фон Ине. В основе сложной конфигурации строения помещений двухэтажного здания широкий, проходной с обоих этажей, холл с галереей. Великолепием отличается интерьер холла, перила галереи, вырезанные из дерева. Профессиональной работой высокого художественного уровня являются главные входные двери. Необычна для латвийской архитектуры и крыша особняка из орнаментально расположенной чёрной и красной черепицы.
Экспозиция музея знакомит с прошлым Лиепаи и Южной Курземе. Одна из экспозиций посвящена жизни и искусству резчика по дереву Микелиса Панкокса. Музей хранит уникальные археологические предметы и самую представительную коллекцию этнографических предметов в Курземе. В музее находится самый большой в городе выставочный зал, где ежемесячно открываются новые художественные выставки. Предлагаются экскурсии по Лиепае, её окрестностям и Курземе.
В основной экспозиции пояснительная информация к экспонатам — только на латышском языке. Аудиогидов нет. В кассе можно попросить папки с кратким описанием залов музея — на русском, английском и немецком языках.